# Roveredo in Piano
Roveredo in Piano est une commune de la province de Pordenone, dans la région Frioul-Vénétie Julienne, en Italie.

## Administration
| Période                                  | Période | Identité | Étiquette | Qualité |
| ---------------------------------------- | ------- | -------- | --------- | ------- |
|                                          |         |          |           |         |
| Les données manquantes sont à compléter. |         |          |           |         |

### Communes limitrophes
Aviano, Fontanafredda, Porcia, Pordenone, San Quirino.